# 니콜라우스 아르농쿠르
니콜라우스 아르농쿠르(Nikolaus Harnoncourt, 1929년 12월 6일 ~ 2016년 3월 5일)는 오스트리아의 첼리스트이자 지휘자이다. 풀네임은 요하네스 니콜라우스 드라퐁텐 운트 다르농쿠르운페어차크트 백작(Johannes Nicolaus Graf de la Fontaine und d’Harnoncourt-Unverzagt)이다. 1950년대에 콘첸투스 무지쿠스 빈을 설립하고 원전연주의 선구자가 되었다.
1994년 폴라음악상을 수상하였다.

## 생애

### 가계
니콜라우스 아르농쿠르는 귀족 집안 출신으로, 아버지 쪽은 포르투갈계 룩셈부르크의 로트링백작 가문의 후손으로 오스트리아-헝가리 제국의 공작이었고 어머니 쪽은 합스부르크 왕가의 일원으로 오스트리아-헝가리 제국의 황실이다. 어머니의 고조 할아버지는 신성 로마 제국 황제인 레오폴트 2세의 13째 아들인 요한 폰 외스터라이히 대공이다. 베를린에 있던 아르농쿠르의 아버지인 에버하르트 아르농쿠르는 토목엔지니어였고, 슈프레-하펠(Spree-Havel)운하의 공사에도 참여하였다.

### 유년 시절
니콜라우스는 베를린에서 태어났다. 그의 부모는 곧 오스트리아 그라츠로 이사하였으므로 니콜라우스는 요한 대공에 의해 건축된 메란궁(Palais Meran)에서 살게 된다. 1938년 오스트리아가 나치 독일에 합병된 이후, 아르농쿠르 가족이 살고 있던 저택도 강제로 팔리게 돼 현재 그 저택은 그라츠 국립음대 본관 건물로 사용되고 있다. 아르농쿠르를 포함한 6남매는 항상 지적이고 예술적인 것을 추구하며 자라났으며, 특히 아르농쿠르는 이미 유년시절부터 자신만의 특성을 지닌 재능을 선보였다. 이러한 표출되지 않던 자신의 생각과 판단은 후에 솔직하고 독립적인 개성을 갖는 중요한 계기가 되었다. 그는 후에 "나는 그렇게 단순하게 받아들일 수가 없었다(Ich konnte nichts einfach so akzeptieren)."라고 말했다. 이러한 아르농쿠르의 본성은 그가 13세 때에 "새로운 시대의 문화사(Kulturgeschichte der Neuzeit)"를 저술한 빈의 문화역사가, 문예가, 카바레리스트(풍자시사극인 카바레트를 전문적으로 하는 예술가)이자 연극배우였던 에곤 프리델(Egon Friedell)이 1938년 나치가 오스트리아로 들어오는 것을 항거하기 위해 자살한 사건을 계기로 확실해 졌다. 이후로도 프리델은 아르농쿠르의 삶에 있어서 지속적인 영향을 끼쳤다.

### 음악 수업
초등학교 시절에 그라츠의 음악선생인 한스 코르트샥으로부터 첼로를 배우기 시작했다. 형인 필리프와 함께 그라츠의 돔성당에서 복사를 해 가면서 교회음악의 기초를 쌓는 동시에 정기적으로 가족 음악연주회를 열면서 음악활동을 하기 시작한다. 1944년 그라츠가 연합군에 의해 폭격으로 화마에 휩싸이고 있을 때, 아르농쿠르 가족은 친척들이 살고 있는 잘츠캄머굿의 그룬트제로 이사를 갔다. 거기서 부쉬 현악4중주단의 일원이자 뛰어난 첼로교육자였던 파울 그륌머를 만나게 돼 1948년까지 사사한다. 전쟁이 끝난 후, 다시 그라츠로 돌아온 아르농쿠르는 다시 코르트샥에게 첼로를 배우지만 당시 인형극에 빠져있는 상태여서 정식 연주가의 길로 들어서진 않았다. 하인리히 폰 클라이스트(Heinrich von Kleist)가 쓴 "인형극에 대하여(Uber das Marionettentheater)"에 영감을 받은 그는 열정적으로 직접 인형을 조각하고, 옷을 붙이고, 무대를 만들고, 팀을 구성하여 인형극을 무대에 올렸다. 그라츠 아템궁(Grazer Palais Attem)에서 20번의 공연을 하는 큰 성과에도 불구하고 인형극만으로는 생활을 할 수 없다는 생각을 하게 되었다.
1947년 우연히 라디오에서 푸르트벵글러가 지휘한 베토벤 교향곡 7번을 듣고 음악가의 길을 가기로 결심한 아르농쿠르는 빈 국립음악예술대학교로 가 빈 필하모닉 오케스트라의 첼로주자 엠마누엘 브라벡 등에게 첼로를 사사한다. 그는 이 음악 아카데미에서 첫 해에 수강하였던 원전연주실습이라는 과목에 매료되었다. 1949년 바이올리니스트인 알리스 호펠너(Alice Hoffelner)와 에두아르트 멜쿠스(Eduard Melkus), 알프레트 알텐부르거(Alfred Altenburger)와 함께 옛악기들의 기법과 음향에 초점을 두고 "빈 감바 4중주단"(Wiener Gamben-Quartett)을 창단하였다. 이 시기 그의 옛 악기 기법에 대한 열망은 매우 대단하였으므로 이러한 작업에 집중할 수 있는 일을 찾기로 결심하였다. 이때부터 아르농쿠르는 원전악기의 소리와 연주법에 대한 연구를 하기 시작하였으나, "연주생활의 중요성을 잊은 채 몇 명의 망상가를 위한 세상에 알려지지 않은 유물, 유별난 것을 좋아한다"는 소리를 듣기도 하였다. 당시 빈 콜레기움 무지쿰(Collegium Musicum)의 선생이었던 요제프 마르틴(Josef Mertin)은 원전음악의 선도자였다. 1950년 바흐의 해에 알버티나 연주회(Albertina-Konzerte)의 일환으로 "빈 감바 4중주단"이 바흐의 《푸가의 예술(Die Kunst der Fuge)》을 마틴의 학생들에게 연주하였는데,당시 청중의 반응도 엇갈리면서 그다지 호의적이지 않았다.
1952년에 빈 음악원에서 우수한 성적으로 졸업한 아르농쿠르는 빈 심포니 오케스트라를 지휘하던 헤르베르트 폰 카라얀에게 발탁돼 1969년까지 첼로주자로 활동한다. 이 시기에 단원으로 활동하면서 카라얀을 비롯해 브루노 발터, 클레멘스 크라우스, 오토 클렘페러 같은 지휘자들의 음악을 경험하게 된다.

### 콘센투스 무지쿠스 빈의 창단과 활동
1953년 바이올린으로 디플롬을 취득한 알리스 호펠너와 결혼하였으며, 이들 부부는 비엔나 심포니에서의 세 동료들과 함께 고음악 연주실습을 체계적으로 연구할 수 있는 음악 단체를 창립하는데 이것이 바로 콘첸투스 무지쿠스 빈의 전신이다. 이 때 중요한 것은 연주에 맞는 원전악기들이었다. 아르농쿠르는 1950년대에 이미 역사적 악기들을 수집하기 시작해 많은 노력을 기울였다. 악기를 얻기 위해서는 재정적인 것도 문제였지만, 정확한 정보와 감각이 필요했으며 때때로 교묘한 수단을 써야만 했다. 1960년대 말 아르농쿠르는 악기수집 과정에서 많은 에피소드를 만들어냈다.
이 단체는 차츰 고음악 연주에 필요한 악기들을 소유하게 되었으며, 15세기에서 18세기까지의 중요한 작품들을 점차로 습득해 갔다. 5년 동안 이 앙상블은 아르농쿠르 집 정원에서 연습을 가졌고, 1957년 5월에 콘첸투스 무지쿠스 빈으로 개명하기에 이른다. 콘첸투스 무지쿠스 빈은 아르농쿠르의 분신과도 같은 존재로 지금까지도 원전연주에 있어 세계에서 가장 존경 받는 단체 중 하나이다. 이 단체에서 아르농쿠르는 직접 비올라 다 감바를 연주하였다. 1954년 빈의 콘체르트하우스에서 파울 힌데미트의 지휘로 몬테베르디의 《오르페오》를 연주하면서 비공식 데뷔 무대를 가졌고, 1957년 5월 빈 쉬바르첸베르크궁(Palais Schwarzenberg)이 재개장할 때 공개 연주회를 열었다. 이 첫 번째 몬테베르디 공연 이후 아르농쿠르는 평생 몬테베르디와 관련된 활동을 하게 된다. 그리고 1975-1979년에 취리히 오페라 하우스에서 무대감독 장피에르 포넬레(Jean-Pierre Ponelle)과 함께 연출한 몬테베르디 오페라 《오르페오(La fovola d’Orfeo)》의 공연이 연주의 최고 절정을 이루었다. 20세기에 몬테베르디 오페라 레퍼토리를 재발견한 것이었다. 또한 그는 몬테베르디 연주를 통하여 첼리스트에서 지휘자로 전환하게 되었다.
1966년 아르농쿠르는 "빈 콘센투스 무지쿠스"와 함께 미국에서 연주여행을 갖고, 1968년 독일 순회연주를 하였다. 연주와 병행하여 니콜라우스 아르농쿠르는 음악철학적으로 분석한 《Musik als Klangrede》을 저술하였다. 1971년 아르농쿠르는 1950년부터 친분이 있던 쳄발로 연주자인 구스타프 레온하르트와 작업을 시작하여 1990년까지 바흐 칸타타 전곡을 녹음하였다. 당연히 여기에는 "콘센투스 무지쿠스 빈"과 "레온하르트 콘소트"(Leonhardt-Consort)가 함께했다. 1972년 아르농쿠르는 "빈 콘첸투스 무지쿠스"를 이끌고 몬테베르디의 《율리시스의 귀환(Il ritorno d'Ulisse in patria)》으로 밀라노의 피콜라 스칼라(Piccola Scala)에서 지휘자로 데뷔하였다. 또한 취리히 오페라하우스의 무대감독인 장 피에르 포넬레와 공동으로 《공연역사(Auffuhrungsgeschichte)》를 저술하였다. 1973-1993년까지 그는 잘츠부르크 모짜르테움에서 교수로 재직하였으며,"고음악의 이론과 실제"(Theorie und Praxis der Alten Musik)의 세미나에서 원전악기의 역사와 연주법을 가르쳤다. 그리고 1900년까지를 포괄하는 "고음악(Alte Musik)"이라는 대작을 남겼다.
1980-1989년 사이에는 모차르트의 오페라들 - 루치오 실라(Lucio Silla), 폰토의 왕 미트라다테(Mitridate re di Ponto), 돈 조반니(Don Giovanni) 등이 올려졌다. 이들 공연들을 통해 정규적인 취리히 오케스트라로부터 몬테베르디와 모차르트 앙상블을 구성하고 원전악기 연주법을 습득시키는 기회가 되었다. 1980년 잘츠부르크 모차르트 주간을 통해 "암스테르담 콘서트헤보우 오케스트라(Concertgebouworkest Amsterdam)"와 함께 오스트리아에서 지휘자로써 첫무대를 가졌다. 1985년 그라츠에 '스튀리아르테 페스티발'(Festival styriarte)이 만들어졌는데, 이것은 그라츠 출신인 아르농쿠르를 그라츠시로 데려오기 위한 일환이었다. 현재까지 이 페스티발은 그가 추구하는 작업의 기본토대로서 계속 개최되고 있다. 개최년에 아르농쿠르는 콘센투스 무지쿠스와 함께 두개의 바흐 수난곡을 연주하였다. 또한 페스티발에서 많은 호응을 얻었던 공연들에는 슈베르트의 정신 드라마 《라짜루스(Lazarus)》, 슈만의 오라토리오 《낙원과 요정 페리(Das Paradies und die Peri)》, 베르디 《레퀴엠(Requiem)》 등이 포함되어 있다. 1987년 아르농쿠르는 "빈 콘센투스 무지쿠스"에서 첼로를 마지막으로 연주하였다.

### 유수의 오케스트라 지휘 활동
1970년대부터 그는 지휘자로써 유명 오페라하우스에서 오케스트라를 이끌었다. 1975년에 암스테르담 콘세르트헤바우 관현악단을 시작으로 전통적인 오케스트라들을 이끌기 시작하였다. 1983년에는 빈 심포니, 1984년에는 빈 필하모닉, 1990년에는 유럽 챔버 오케스트라(Chamber Orchestra of Europe), 1991년에는 베를린 필하모닉, 2005년에는 바이에른 방송 교향악단을 지휘하였다. 현재까지 아르농쿠르는 단지 몇몇 오케스트라들과만 교류하고 있지만, 그 동안의 경험을 토대를 철저하게 반영하여 비범한 연주 결과를 만들어내고 있다. 그는 오페라 지휘에 있어서도 같은 철학을 적용시킨다. 잘츠부르크 음악축제의 객원으로서 1993년 몬테베르디의 《포페아의 대관식(L’incoronazione die Poppea)》으로 공식 데뷔하였으며, 그 후 모차르트의 오페라 지휘는 이 시기 오페라들에 대한 연주 규범을 확립하였다. 함부르크 국립오페라에서 베토벤의 《피델리오(Fidelio)》, 빈 국립오페라에서 모차르트 시리즈, 잘츠부르크 페스트쉬필에서 몬테베르디의 《포페아의 대관식》, 모차르트의 《피가로의 결혼(Le nozze di Figaro)》, 《돈 조반니(Don Giovanni)》, 《티토왕의 자비(La clemenza di Tito)》 등을 연주하였으며, 취리히 오페라하우스에서 베버의 《마탄의 사수(Freischutz)》, 슈베르트의 《악마의 욕망의 성(Des Teufels Lustschloss)》, 《알폰소와 에스트렐라(Alfonso und Estrella)》, 오펜바흐의 《아름다운 엘렌(La belle Helene)》, 《라 페리콜레(La Perichole)》, 《위대한 제롤슈타인 공작부인(La Grande-Duchesse de Gerolstein)》, 베르디의 《아이다(Aida)》, 유럽 챔버 오케스트라와는 거시윈의 《포기와 베스(Poggy and Bess)》 등을 지휘하였다. 아르농쿠르의 레퍼토리는 슈베르트, 슈만, 브람스, 브루크너, 드보르작을 거쳐서 베르크, 스트라빈스키, 거슈윈 등 현대음악가까지 다양해서 그를 더 이상 역사적 근거에 기반한 음악가라고 부르는 것이 어색할 정도가 되었다.
오케스트라 단원들에게 아르농쿠르는 편안한 지휘자가 아니다. 그는 알려진 오류를 수정하고 본인의 해석이 표기된 자기의 악보자료를 나누어 주며, 자신이 작업한 세부적인 부분에 집중한다. 그가 문제가 없다고 생각하는 부분은 연습을 적게 또는 거의 시키지 않는다. 그는 자신의 예술적 발전과 자유가 제한되는 것을 피하기 위해 의식적으로 오케스트라의 수석지휘자 자리를 맡지 않았다.

### 가정 및 죽음
아르농쿠르는 아내 알리스 사이에 3남 1녀를 두었다. 그 중 삼남은 1990년 오토바이 사고로 죽었다. 아르농쿠르는 2016년 3월 5일 잘츠부르크 북쪽에 있는 장크트 게오르겐 임 아테르가우에서 죽었다.

## 스티리아 페스티발
아르농쿠르의 고향인 그라츠에서는 아르농쿠르 개인에게 헌정된 스티리아 페스티발이 매년 열리며, 아르농쿠르 자신도 만년에 이르기까지 매년 많은 연주를 지휘하였다.

## 수상
아르농쿠르는 1980년 "에라스무스 상(Erasmus-Preis)", 1985년 고음악에 기여로 독일 음반비평가회가 수여한 "황금 명예바늘상(Goldene Ehrennadel)", 1992년 베토벤 교향곡전집으로 받은 "그라모폰상(Gramophone)", 1994년 스웨덴 왕궁 음악아카데미가 수여한 "폴라 음악상(Polar Music Prize)", 2001년 최고 합창연주로 받은 "그래미상(Grammy)", 2002년 "에른스트 폰 지멘스 음악상(Ernst-von-Siemens-Musikpreis)", 2003년 예술가상을 수상한 "에코상(Echo)", 2005년 "교토(京都)상", 2007년 라이프치히 "바흐메달" 등이 있다.

## 참고
1. 1 2  Barry Millington (2016년 3월 6일). “Nikolaus Harnoncourt obituary”. 《The Guardian》. 2016년 3월 6일에 확인함.
2. ↑  Registration information from the Austrian central registration register (Meldeauskunft aus dem Zentralen Melderegister gemäß § 18 Abs. 1 Meldegesetz [1991]): Familienname oder Nachname: Harnoncourt / Vorname: Johann Nikolaus / Geburtsdatum: 6 December 1929. Retrieved on 7 March 2016
3. ↑  Munzinger-Archiv GmbH, Ravensburg. “Nikolaus Harnoncourt”. 2020년 2월 12일에 확인함. (Johann Nikolaus Harnoncourt (adelshistorisch: Johann Nikolaus Graf de la Fontaine und d'Harnoncourt-Unverzagt) wurde am 6. Dez. 1929 in Berlin geboren. Die Familie seines Vaters stammt aus luxemburgisch-lothringischem Uradel und führte bis zum Adelsaufhebungsgesetz den Grafen-Titel.)
4. ↑  “1994”. 2011년 7월 27일에 원본 문서에서 보존된 문서. 2010년 9월 19일에 확인함. 다음 글자 무시됨: ‘ Polar Music Prize ’ (도움말)
5. ↑  Munzinger-Archiv GmbH, Ravensburg. “Nikolaus Harnoncourt”. 2020년 2월 12일에 확인함. (Johann Nikolaus Harnoncourt (adelshistorisch: Johann Nikolaus Graf de la Fontaine und d'Harnoncourt-Unverzagt) wurde am 6. Dez. 1929 in Berlin geboren. Die Familie seines Vaters stammt aus luxemburgisch-lothringischem Uradel und führte bis zum Adelsaufhebungsgesetz den Grafen-Titel.)
6. ↑  Andrew Clements (2003년 4월 18일). “Concentus Musicus Wien: A Celebration”. 《The Guardian》. 2007년 8월 12일에 확인함.
7. ↑  Andrew Clements (2003년 5월 23일). “Dvorak: The Golden Spinning Wheel; The Noon Witch; The Water Goblin; The Wild Dove: Royal Concertgebouw Orchestra/ Harnoncourt”. 《The Guardian》. 2007년 8월 12일에 확인함.
8. ↑  Andrew Clements (2002년 10월 2일). “Smetana: Ma Vlast”. 《The Guardian》. 2007년 8월 12일에 확인함.
9. ↑  Andrew Clements (2003년 10월 24일). “Bruckner Symphony No 9: Vienna Philharmonic / Harnoncourt”. 《The Guardian》. 2007년 8월 12일에 확인함.
10. ↑  James R. Oestreich (1996년 11월 20일). “Following His Fixations, Early Music to Whatever”. 《New York Times》. 2016년 3월 29일에 확인함.
11. ↑  Klapper, Bradley; Jahn, George (2016년 3월 6일). “Austrian Conductor Nikolaus Harnoncourt Dies at 86”. ABC News. Associated Press. 2016년 3월 6일에 확인함.
12. ↑  “31 Jahre styriarte mit Nikolaus Harnoncourt” (독일어). Styriarte. 2016. 2017년 9월 21일에 확인함.
13. ↑  “Former Laureates: Nikolaus Harnoncourt 1980”. Praemium Erasmianum Foundation. 2019년 5월 30일에 원본 문서에서 보존된 문서. 2016년 3월 8일에 확인함.
14. ↑  “Nikolaus Harnoncourt Laureate of the Polar Music Prize 1994”. Polar Music Prize. 2016년 3월 8일에 확인함.
15. ↑  “Past Winners Search”. Grammy. 2016년 3월 8일에 확인함.
16. ↑  “Archiv: Hauptpreisträger” (독일어). Ernst von Siemens Musikstiftung. 2019년 4월 10일에 원본 문서에서 보존된 문서. 2016년 3월 8일에 확인함.
17. ↑  “Star conductor Nikolaus Harnoncourt wins Kyoto Prize”. Kyocera. 2005년 6월 10일. 2016년 3월 8일에 확인함.
18. ↑  “Bach-medaille voor dirigent Nikolaus Harnoncourt”. 《NRC》 (네덜란드어). 2007년 6월 11일. 2016년 3월 8일에 확인함.